# Lagunillas (gemeente in Bolivia)
Lagunillas is een gemeente (municipio) in de Boliviaanse provincie Cordillera in het departement Santa Cruz. De gemeente telt naar schatting 5.703 inwoners (2018). De hoofdplaats is Lagunillas.